# Mikko Kokslien
Mikko Kokslien (Lillehammer, 10 de marzo de 1985) es un deportista noruego que compite en esquí en la modalidad de combinada nórdica.
Ganó cinco medallas en el Campeonato Mundial de Esquí Nórdico entre los años 2009 y 2017.

## Palmarés internacional
| Campeonato Mundial | Campeonato Mundial        | Campeonato Mundial | Campeonato Mundial       |
| Año                | Lugar                     | Medalla            | Prueba                   |
| ------------------ | ------------------------- | ------------------ | ------------------------ |
| 2009               | Liberec (República Checa) | Medalla de bronce  | TG + 4 × 5 km por equipo |
| 2011               | Oslo (Noruega)            | Medalla de bronce  | TN+ 4 × 5 km por equipo  |
| 2011               | Oslo (Noruega)            | Medalla de bronce  | TG + 4 × 5 km por equipo |
| 2015               | Falun (Suecia)            | Medalla de plata   | TN + 4 × 5 km por equipo |
| 2017               | Lahti (Finlandia)         | Medalla de plata   | TN + 4 × 5 km por equipo |